# Matías Recalt
Matías Recalt (Ingeniero Maschwitz, província de Buenos Aires; 14 de setembre de 2001), és un actor argentí. Es va donar a conèixer pel seu paper de Danilo Sánchez en la sèrie Apache, la vida de Carlos Tévez (2019) de Netflix i va saltar a la fama per interpretar a Roberto Canessa en la pel·lícula La societat de la neu (2023).

## Biografia
Matías Recalt va néixer el 14 de setembre de 2001 en la localitat d’Ingeniero Maschwitz a la província de Buenos Aires. Va estudiar al Colegio Carlos Maschwitz i va acabar la secundària a l’Escuela de Educación Media N° 4. Va iniciar la seva formació com a actor als 14 anys, prenent classes de teatre amb el director argentí Ezequiel Sagasti.

## Carrera professional
Recalt va iniciar la seva carrera com a actor als 17 anys després de presentar-se al càsting de la sèrie Apache, la vida de Carlos Tévez (2019) de Netflix, en la que va obtenir el paper de Danilo Sánchez, un adolescent uruguaià aspirant a futbolista i el millor amic de Carlos Tévez en la seva infància, una vida molt dura pel poc que se sap de la seva vida en la sèrie, es veu on no viu amb els seus pares i viu en una casa amb joves que viuen de les drogues, on molt aviat deixa la seva passió pel futbol per a entrar a la vida de les drogues. Aquest mateix any, Matías va debutar en teatre amb l'obra Cabo verde, fent el paper de Roque, dirigit per Ezequiel Sagasti al teatre Nün. Poc després, al setembre de 2019, es va estrenar la pel·lícula dramàtica Ciegos dirigida per Fernando Zuber, que va marcar el debut de Recalt al cinema interpretant el paper de Manuel. A fins d'aquest any, Matías va realitzar una participació especial en la telenovel·la Argentina, tierra de amor y venganza de El trece en el psprt de Gerónimo Di Nucci.
SEl seu següent paper va ser en l'obra teatral Después de nosotros (2020-2021) dirigida prr Daniel Barone, on va interpretar a Federico, un noi amb retard maduratiu que sofreix la separació dels seus pares. Aquest any, Recalt va realitzar teatre per streaming protagonitzant l'obra Dekho, en la qual va personificar a un raper sense talent sota la direcció de Toto Castiñeiras al teatre Nün.
En 2023, Matías va formar part de l'elenc principal de la sèrie de comèdia Planners de Star+, on va assumir el paper de Javier Gutiérrez, el fill d'una parella molt important en el món de la planificació d'esdeveniments. Després, es va estrenar la pel·lícula dramàtica La societat de la neu dirigida per J. A. Baiona, en la que Recalt va interpretar a Roberto Canessa, un dels supervivents de l'accident aeri dels Andes. Per aquest paper, Matías va rebre el reconeixement del públic i elogis de la crítica per la seva actuació.

## Filmografia

### Cinema
| Any  | Títol                 | Paper           | Notes |
| ---- | --------------------- | --------------- | ----- |
| 2019 | Ciegos                | Manuel          |       |
| 2023 | La societat de la neu | Roberto Canessa |       |

### Televisió
| Any  | Títol                                | Paper             | Notes |
| ---- | ------------------------------------ | ----------------- | ----- |
| 2019 | Apache, la vida de Carlos Tévez      | Danilo Sánchez    |       |
| 2019 | Argentina, tierra de amor y venganza | Gerónimo Di Nucci |       |
| 2023 | Planners                             | Javier Gutiérrez  |       |

## Teatre
| Any       | Títol               | Paper    | Indret         |
| --------- | ------------------- | -------- | -------------- |
| 2019-2020 | Cabo verde          | Roque    | Teatro Nün     |
| 2020      | Dekho               | Dekho    | Teatro Nün     |
| 2020-2021 | Después de nosotros | Federico | Paseo La Plaza |

## Premios y nominaciones
| Any  | Premi               | Categoria              | Treball nominat       | Resultat  | Ref(s) |
| ---- | ------------------- | ---------------------- | --------------------- | --------- | ------ |
| 2021 | Premis ACE          | Revelació masculina    | Después de nosotros   | Guanyador | [ 11 ] |
| 2024 | XXXVIII Premis Goya | Millor actor revelació | La societat de la neu | Pendent   | [ 12 ] |
| 2024 | Medalles del CEC    | Millr actor revelació  | La societat de la neu | Guanyador | [ 13 ] |